# Libélula (canção)
"Libélula" é uma canção do cantor e drag queen brasileiro Grag Queen. A canção foi lançada para download digital e streaming através da SB Music em 7 de outubro de 2022.

## Lançamento e promoção
A divulgação do single começou com publicações de Grag nas redes sociais anunciando o próximo single intitulado Libélula. Este trabalho é o inicio de um projeto do artista para o mercado internacional, onde firmou uma nova parceria com a plataforma Vevo. Grag se preparou para o lançamento de seu novo EP, lançado em janeiro de 2023. O single faz parte de um projeto em parceria com a Vevo Sessions e foi gravado em Nova York. No dia 21 de outubro, foi lançado o EP Vevo Performance nas plataformas de streaming, além de uma versão exclusiva de Party Everyday no YouTube. "Libélula" foi lançada para download digital e streaming em 7 de outubro de 2022.

## Videoclipe
Dirigido por Luis G. Santos, o videoclipe foi gravado no Vevo Sessions em Nova York, onde poucos artistas brasileiros pisaram. Ariana Grande, Demi Lovato e Camila Cabello, por exemplo, foram algumas das artistas do pop que cantaram no projeto. Para acompanhar Grag, juntaram-se lendas cena musical dos Estados Unidos como Tony Stevenson (baixo), Bernie Davis (bateria), John Roogie (teclado), Sandro Albert (guitarra, arranjo e produção musical) e Gabriel Martau na (produção técnica) e BeatWill (produtor musical).

## Apresentações ao vivo
Grag apresentou "Libélula" pela primeira vez no Vevo Sessions em 7 de outubro de 2022.

## Faixas e formatos
| Download digital / streaming |            |         |  |
| N.º                          | Título     | Duração |  |
| 1.                           | "Libélula" | 2:36    |  |

## Histórico de lançamento
| Região | Data                 | Formato(s)                 | Gravadora(s) | Ref.  |
| ------ | -------------------- | -------------------------- | ------------ | ----- |
| Várias | 7 de outubro de 2022 | Download digital streaming | SB Music     | [ 4 ] |